# Voronivka, Sînelnîkove
Voronivka (în ucraineană Воронівка) este un sat în comuna Dibrova din raionul Sînelnîkove, regiunea Dnipropetrovsk, Ucraina.

## Demografie
Componența lingvistică a localității Voronivka
     Ucraineană (86,25%)
     Rusă (9,17%)
Conform recensământului din 2001, majoritatea populației localității Voronivka era vorbitoare de ucraineană (86,25%), existând în minoritate și vorbitori de rusă (9,17%).